# Gian Barbarona
Gian Karl G. Barbarona (3 de diciembre de 1993), es un joven cantante filipino, que surgió de la cadena televisiva ABS-CBN's en el programa de talentos Little Big Star. Como uno de los ganadores y finalistas, en el certamen de este concurso.

## Discografía
| Álbumes (Artist)                          | Fecha de lanzamiento                | Listado de pistas                                                                           | Notas                                                                   |
| ----------------------------------------- | ----------------------------------- | ------------------------------------------------------------------------------------------- | ----------------------------------------------------------------------- |
| Little Big Star Little Big Star Finalists | Mayo de 2006 Documentos de Estrella | Pista 7. Siga sus sueños - Gian Barbarona on 2 separate Discs el 2 de discos independientes | en 2 discos Disco uno: CD de música Disco dos: VCD con videos musicales |